# شمس الدين الكوفي
وهو الشيخ أبو المناقب شمس الدين محمود بن أحمد بن عبد الله بن داود ابن محمد بن علي الهاشمي الحارثي الكوفي الشهير بالحنفي الواعظ، وكان أديباً وشاعراً وعالِماً، ولد في بغداد عام 623هـ/1226م، وتولى التدريس بالمدرسة التتشية، وخطب في جامع السلطان، ووعظ في باب بدر.
كان يعتبر من أبرز علماء بغداد وأكثرهم غنى ومنزلة، وله مناقب كثيرة ومن أبرزها قيامه بشراء الأطفال الأسرى العباسيين من المغول بعد سقوط بغداد على يد هولاكو، ولقد أنفق عليهم وقام بتربيتهم ورعايتهم، وله قصائد حزينة باكية في نكبة بغداد، عام 656هـ، ومنها قوله:
وكذلك قصيدته المؤلمة في رثاء بغداد:
وكان الشيخ شمس الدين عظيم المنزلة عند أمراء المغول بعد واقعة هولاكو، وهو والد الشيخ جلال الدين الحارثي، المعيد بالمدرسة المستنصرية.

## وفاته
توفي في عام 675هـ/1276م، ودفن في مقبرة الخيزران، في الأعظمية.